# Partido Moderado
Partido Moderado ("Moderata partiet"), Moderados, var ett av de två betydelsefulla liberala politiska partierna i 1800-talets Spanien. Partiet hade sin största betydelse under Isabella II:s regeringstid. Den främsta motståndaren var Partido Progresista ("Framstegspartiet"). Båda dessa partier formerades 1834, när Francisco Martínez de la Rosa regerade. 
Medan Partido Progresista organiserade mer radikala liberaler, företrädde Moderados en politik för stärkandet av den kungliga makten, var starkt kapitalistiskt orienterat och förespråkade en centralisering av den politiska makten till Madrid. De var också mer kyrkovänliga än de progressiva.
Partiet stöddes i allmänhet av militärer, stora delar av det rikare borgerskapet, storgodsägare och status quo-inriktade småborgare. Sedan de konservativa carlisterna hade förlorat tronföljdsstriden, gick många av dess anhängare också över till de moderata. Partiets viktigaste ledare var Ramón María Narváez.
Partiets betydelse avtog snabbt efter 1868 års revolution och den nya författning som infördes 1869. I Cortes och i parlamentet i den första spanska republiken saknade partiet företrädare.
Efter restaurationen 1874 förenade sig Moderados med Unión Liberal och bildade därmed Partido Conservador ("Konservativa partiet") med Antonio Cánovas del Castillo som ledare.